# Johann Christian Daniel von Schreber
Johann Christian Daniel von Schreber (17. ledna 1739, Weißensee (Durynsko) – 10. prosince 1810, Erlangen) byl německý lékař a přírodovědec.
V roce 1774 započal práci na rozsáhlém díle nazvaném Die Säugethiere in Abbildungen nach der Natur mit Beschreibungen, které se zabývá savci celého světa. Mnohá zvířata tak získala své první vědecké jméno. Schreber vycházel z binomického systému Carla Linného.